# NGC 11
NGC 11 je spirální galaxie vzdálená od nás zhruba 205 milionů světelných let v souhvězdí Andromedy. Je k nám natočená přímo bokem a je tudíž velice protáhlého tvaru. Pro jeho pozorování je nutný reflektor o průměru alespoň 10 palců (25,4 cm), ale s 12 palcovým (30,5cm) budete mít mnohem větší šanci.